# Oakeshott typology

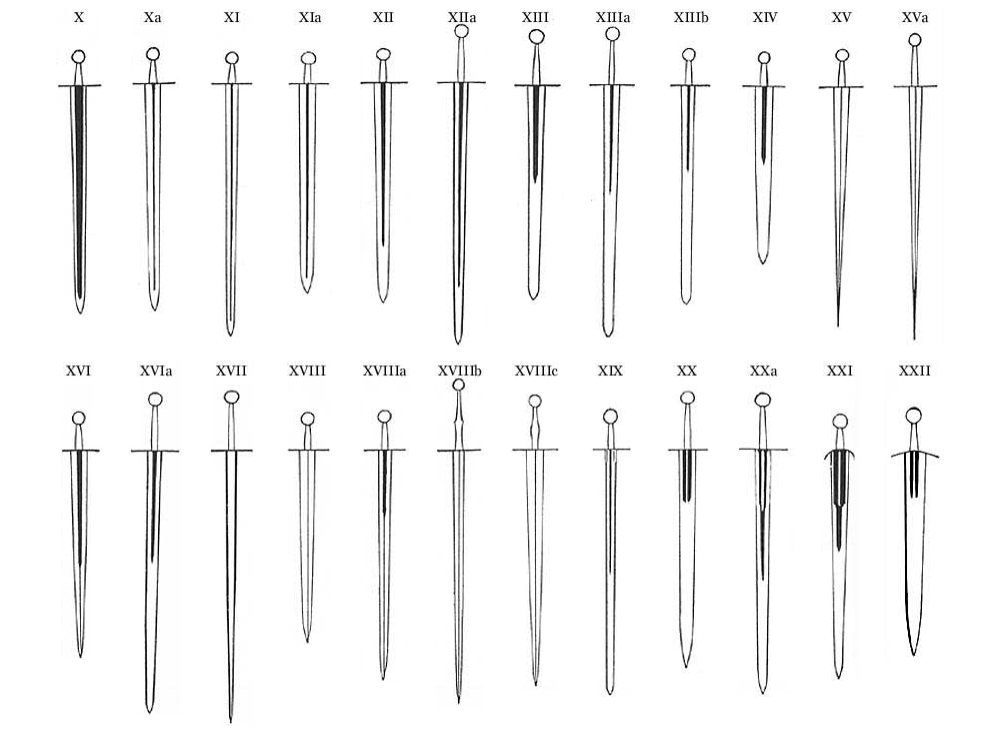
Le tipologie di spada medievale codificate da Ewart Oakeshott.

Oakeshott typology è una classificazione delle spade a lama dritta utilizzate in Europa durante il Medioevo, presentata dallo storico britannico Ewart Oakeshott (1916–2002) nel suo trattato The Archaeology of Weapons: Arms and Armour from Prehistory to the Age of Chivalry del 1960 e poi ripresa ed integrata nei suoi lavori successivi. Comprende tredici tipologie di spada, numerate da X a XXII, e fu pensata quale ideale prosecuzione degli studi dell'archeologo Jan Petersen (1887–1967) sulle spade vichinghe trattati nel suo volume De Norske Vikingsverd del 1919 poi ripresi dall'archeologo Mortimer Wheeler (1890–1976) nel 1927 con la codifica di 9 tipologie iniziali (I-IX).
Tra le molte ragioni che lo spinsero a questo lavoro monumentale, Oakeshott tese a specificare ch'era maturato dall'inaffidabilità d'una eventuale classificazione per data certa di produzione delle spade nel periodo medievale. Secondo lui, infatti, le date di produzione, utilizzo/riutilizzo e ritiro delle spade sono state troppo mescolate ed oscurate dal commercio, dalla guerra e da altri vari scambi combinati con l'intrinseca longevità del materiale di cui le spade erano fatte.

## Premessa
La classificazione tipologica delle spade medievali e del primo rinascimento di Ewart Oakeshott (1916–2002) è considerata tra le opere più influenti e durature dello storico britannico, tale da essergli valsa la nomea di «commentatore moderno più illustre» della spada.
Ciò che rese unica la Oakeshott typology fu il primato di Oakeshott, sia all'interno sia all'esterno del mondo accademico, nel considerare seriamente e sistematicamente la forma e la funzione delle lame delle spade medievali europee e non solo l'elsa, com'era stato invece per i precedenti studiosi. La sua tipologia ha tracciato l'evoluzione funzionale delle spade europee nell'arco di cinque secoli, a partire dalla tarda età del ferro (spade "tipo X") e ha preso in considerazione molti fattori: la forma delle lame in sezione trasversale, la rastremazione del profilo, la follatura, se le lame erano rigide e appuntito per spingere o largo e flessibile per tagliare, ecc. Questa è stata una svolta. I libri di Oakeshott dissiparono anche molti cliché popolari secondo cui le spade occidentali sarebbero pesanti e goffe. Ha elencato i pesi e le misure di molte spade della sua collezione che sono diventate la base per ulteriore lavoro accademico, nonché modelli per la creazione di repliche moderne di alta qualità.

## Criteri di distinzione
I 13 tipi-Oakeshott si distinguono per diversi fattori divisi tra la lama e le varie parti dell'elsa (impugnatura), fond. pomolo e guardia, della spada.

Nell sue descrizioni delle spade, Oakeshott le orientò sempre con la punta in basso e l'elsa in alto, ciò in ragione del fatto che molte lame recanti iscrizioni e stemmi dovevano essere orientate in questo modo per poter essere lette correttamente.

### Lama
Come anticipato, le caratteristiche distintive della lama sono: la forma della sezione trasversale, la lunghezza, la rastremazione del profilo, la follatura/scanalatura e, non ultimo, la destinazione d'uso. Per "rastremazione" s'intende il grado in cui la larghezza della lama si restringe fino alla punta e si declina nel distinguo tra lame a rastremazione costante, i cui bordi sono diritti e stretti fino a punta, a lame prive di rastremazione i cui bordi sono paralleli e terminano in una punta arrotondata. La follatura/scanalatura si declina in uno o più sgusci, progettati per alleggerire la lama, che corrono lungo il suo centro e variano significativamente da tipo a tipo: es. le spade tipo X hanno una scanalatura che corre per quasi tutta la lunghezza della lama; le spade tipo XXII hanno uno sguscio molto corto; le spade tipo XV non hanno scanalatura; ecc. La destinazione d'uso delle lama le antepone invece di due distinte categorie: lame efficaci principalmente di taglio (tipi X-XIV) e lama capaci di infliggere anche un notevole danno di punta/spinta (tipi XV-XII), anche a discapito del taglio stesso.

### Pomolo

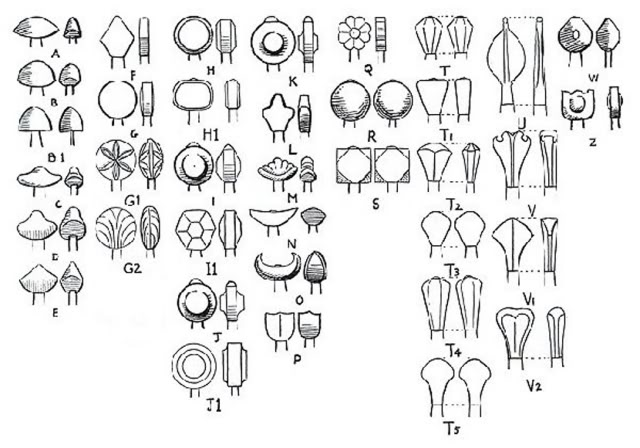
Tipi-Oakeshott di pomolo, dalla A alla Z.

Oakeshott introdusse un sistema di classificazione del pomolo nell'opera The Sword in the Age of Chivalry per arricchire l'analisi della sua tipologia.

I tipi-Oakeshott di pomolo sono elencati con lettere maiuscole dalla A alla Z e i sottotipi sono indicati con numeri.
A. il pomo "noce del Brasile" derivato dalla classica spada vichinga.
B. una forma più arrotondata e più corta di A. B1 è la variante con il bordo inferiore dritto, detta "fungiforme" o "a copri-teiera".
C. forma bicorno, derivata dalla spada vichinga.
D. una variante più grande e leggermente successiva di C.
E. una variante di D con piano angolare.
F. una variante più spigolosa di E.
G. un disco piatto. G1 e G2 sono pomelli a disco ornati rispettivamente da decorazioni a forma di fiore o di conchiglia, entrambi originari dell'Italia.
H. un disco con bordi smussati. Una delle forme più comuni, trovata tra il X e il XV secolo. H1 è una variante ovale.
I. un disco con ampi bordi smussati, il disco interno è molto più piccolo che in H. I1 è una variante esagonale.
J. come me, ma con bordi smussati a coppa profonda. J1 è una forma elaborata del classico pomello del volante.
K. una variante molto ampia e piatta di J, popolare nel periodo tardo medievale.
L. forma allungata di trifoglio; raro e probabilmente limitato alla Spagna nei secoli XII e XIII.
M. una derivazione tarda del tipo pomello vichingo multilobato, spesso trovato sulle effigi tombali durante il 1250-1350 nella Scozia meridionale e nell'Inghilterra settentrionale, ma con pochi esempi sopravvissuti.
N. a forma di barca, raro sia nell'arte che negli esemplari sopravvissuti.
O. un raro tipo di forma a mezzaluna.
P. una rara forma a forma di scudo conosciuta solo da una statua nella cattedrale di Norimberga.
Q. pomelli a forma di fiore, conosciuti solo da rappresentazioni artistiche di spade.
R. raro pomo sferico, visto soprattutto nei secoli IX e X.
S. uno strano tipo a forma di cubo con gli angoli tagliati.
T. la forma a "pera", trovata per la prima volta all'inizio del XIV secolo, ma vista con una certa frequenza solo dopo il 1360, con numerose forme derivate fino al XVI secolo. Da T1 a T5 sono varianti di questo tipo base.
U. tipo "a chiave" della seconda metà del XV secolo.
V. il pomo "a coda di pesce" del XV secolo, con le varianti V1 e V2.
W. una forma di "ruota deformata".
Z. forma quadrata, con i suoi sottotipi utilizzati per definire con precisione area ed età, Z1 e Z2b (più comuni nell'Europa sudorientale), Z3 ("testa di gatto", tipica delle spade veneziane), Z4 (tipica di Serbia e Bosnia).

### Guardia
In The Sword in the Age of Chivalry, Oakeshott introdusse anche una classificazione della guardia nelle spade medievali in dodici tipi:
1. una barra orizzontale liscia, assottigliantesi verso l'estremità. Questa è la forma base trovata dalla tarda età vichinga al XVII secolo.
2. tipo montato, popolare nel XV secolo.
3. una barra relativamente corta con sezione trasversale rettangolare. Popolare durante il 1150-1250 e di nuovo durante il 1380-1430.
4. le estremità della barra sono piegate verso la lama.
5. Stile "papillon" con terminali allargati e appiattiti.
6. una variante curva o piegata del tipo 5.
7. la barra ha sezione piana ed è piegata verso la lama; popolare nel XIV secolo.
8. terminali piegati come nello stile 4 ma di forma più elaborata, con sezione esagonale della parte che circonda il codolo e scudo pronunciato, in voga nel periodo tardo medievale.
9. tipo tardo medievale elaborato con la barra piegata verso la lama e sezione trasversale piatta a forma di diamante o di V e con scudo pronunciato.
10. i bracci della barra si rastremano verso l'impugnatura invece d'allontanarsi da essa; per lo più anche con scudo pronunciato.
11. Terminali a pomello, a sezione rotonda o rettangolare, diffusi nei secoli XV e XVI.
12. la barra si curva fortemente sul piano orizzontale, formando una S; Questo tipo risale alla fine del periodo medievale ed è di transizione verso i primi tipi di guardia moderna.

## Classificazione

### Tipo X

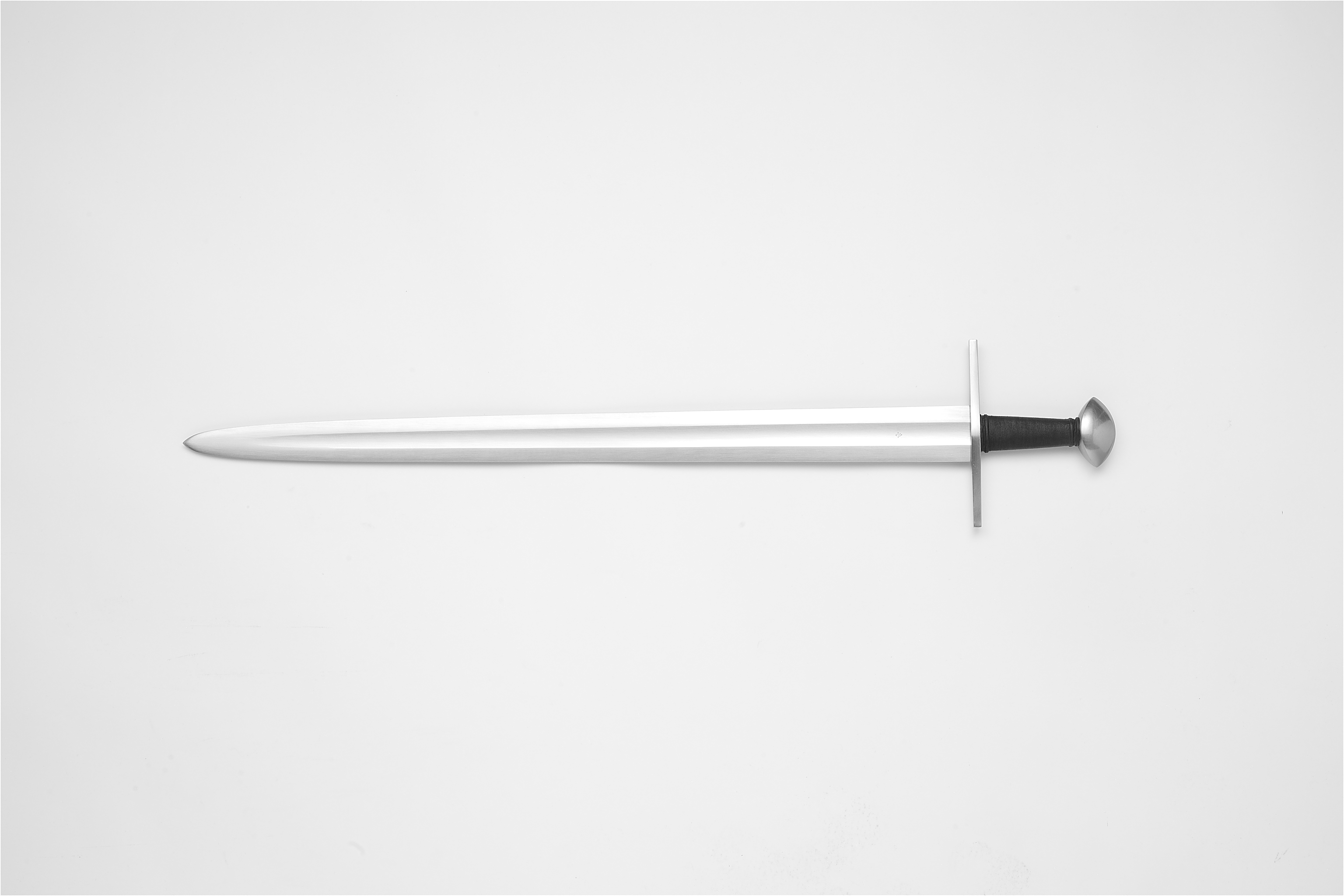
Tipo X

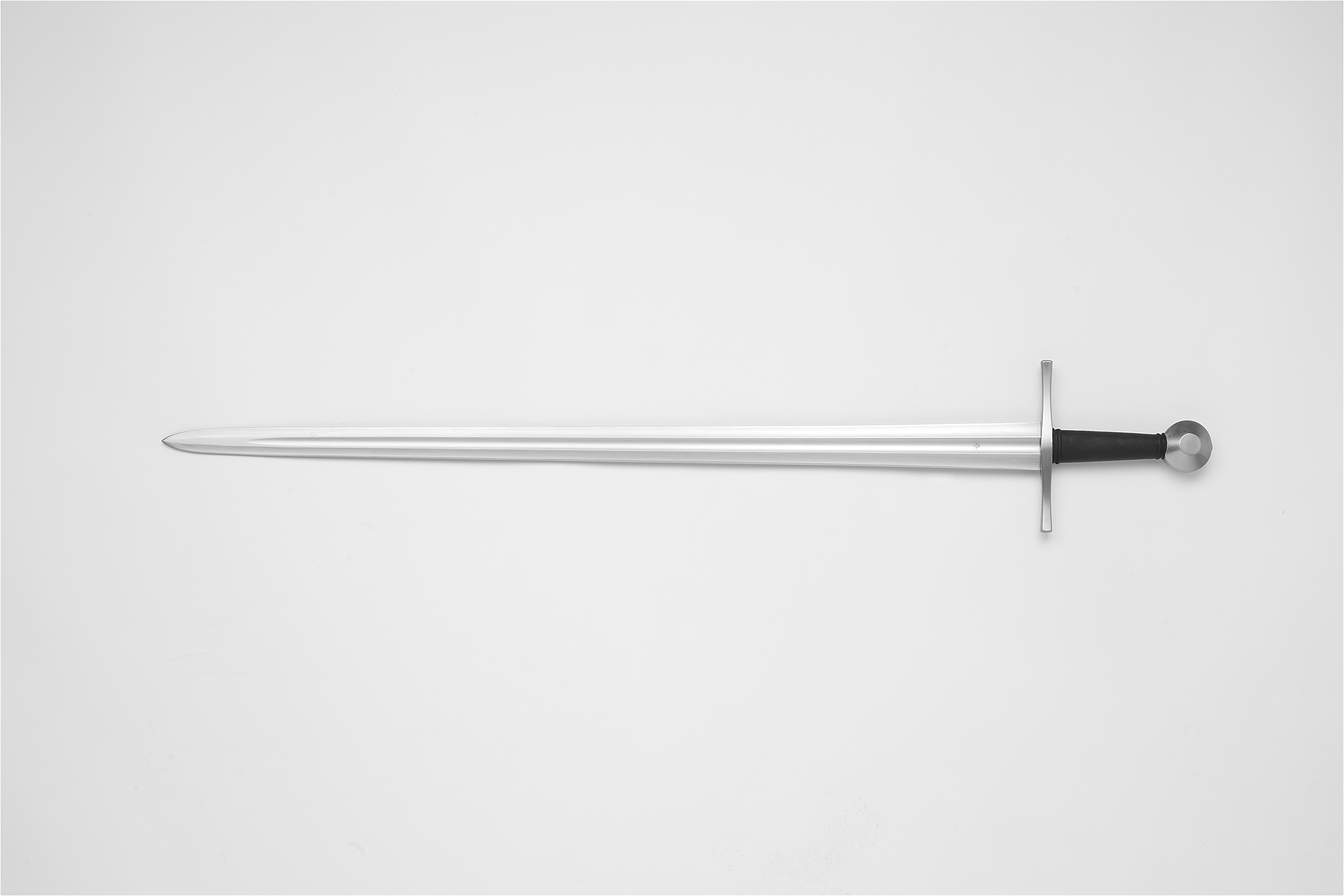
Tipo Xa

Oakeshott scelse di chiamare la prima categoria di spade della sua classificazione "tipo X" e non "tipo I" poiché nello studio De Norske Vikingsverd di Jan Petersen, analizzante le spade vichinghe (o meglio le spade dell'epoca vichinga), era così identificato l'ultimo stile di elsa. 
Questa tipologia di spade si diffuse a partire dalla tarda epoca vichinga (IX-X secolo) e restò in uso in tutta Europa sino alla fine del XII secolo, più di qualunque altra. Rappresenta un'arma di transizione tra la spada vichinga e la successiva spada d'armi bassomedievale. Rispetto alla prima, presenta una lama lievemente più stretta, proporzionata e una punta un poco più pronunciata tuttavia le differenze sono spesso minime. L'elsa si presenta in una grande varietà di forme. Il pomolo, meno sviluppato e più leggero rispetto alle spade vichinghe più antiche, presenta la sopracitata distintiva forma a "noce del Brasile"/"copriteiera" che dagli archeologi tedeschi viene genericamente chiamata fungiforme (de. Pilzformige) e presenta meno frequentemente decorazioni in lamina o chiodi d'oro. L'impugnatura, a una mano, è lunga 9-10 cm. La guardia misura 18-20 cm di lunghezza, è a sezione quadrata, sottile e allungata, tende ad assottigliarsi verso le estremità ed è dritta o lievemente rivolta verso la lama. Il codolo è largo, molto piatto e si assottiglia verso il pomolo; in ragione di questo elemento le spade vichinghe del X secolo vennero chiamate gaddhjalt ("elsa a punta"). La lama è di lunghezza variabile da 66 a 87 cm ma solitamente di 78-81 cm, larga, a sezione lenticolare e a doppio filo, con un sguscio molto largo e poco profondo che termina a un pollice dalla punta che si presenta arrotondata o scarsamente acuta; solo in rari casi risultava piuttosto acuminata. Talvolta le lame presentavano intarsi in ferro recanti le firme "ULFBERHT" o "INGELRII", veri e propri marchi di fabbrica che garantivano spade di maggior qualità rispetto alla media (c.d. "Spade Ulfberht"); prendono forse il nome dal fabbro originario ma continuarono a diffondersi dal IX all'XII secolo. Le lame potevano anche recare un nome proprio o una sigla; più raramente l'intarsio poteva essere in oro o costituito da sigilli e figure complesse. Questa tipologia di spade era pensata per essere utilizzata in combinazione con uno scudo rotondo in legno e prevalentemente di taglio dal momento che all'epoca i soldati erano privi di armatura, protetti da armature leggere o al più da cotte di maglia. In virtù della larghezza della lama e delle dimensioni del pomolo queste spade erano robuste ma piuttosto pesanti (in media 1,2 kg). La maggior parte era forgiata con la tecnica dell'acciaio a pacchetto mentre i primi esemplari in acciaio a crogiolo iniziano a comparire solo alla fine dell'XI secolo.
- Il sottotipo Xa venne sviluppato nell'XI secolo e continuò ad essere utilizzato fino all'inizio del XIV secolo. Si differenzia dal tipo X per un lama lunga 80-96 cm (mediamente 88-94 cm) e piuttosto stretta ed uno sguscio più stretto e profondo che permetteva di contenerne il peso. Si tratta di un sottotipo di transizione tra il X e l'XI che, grazie alla maggiore portata determinata da un incremento della lunghezza della lama, era pensato per essere utilizzato prevalentemente dalla cavalleria.[9]

### Tipo XI

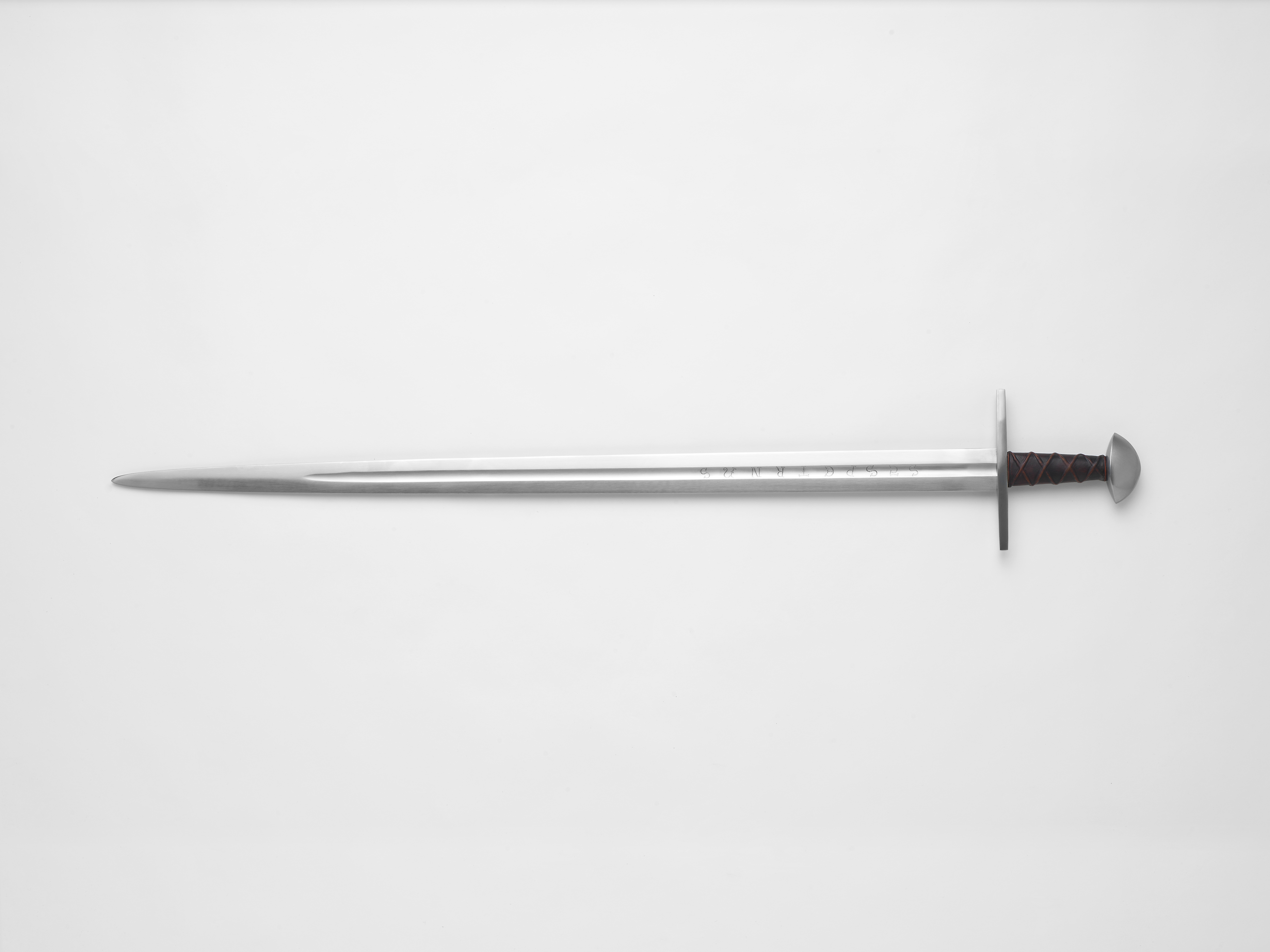
Tipo XI

Questa tipologia di spade si diffuse tra l'XI e il XII secolo, in corrispondenza della nascita della maggior parte degli ordini religiosi cavallereschi. L'elsa presenta caratteristiche simili al tipo X mentre la lama, a sezione lenticolare, ha una lunghezza di 81-95 cm (mediamente 88-90 cm), presenta sguscio più stretto del tipo X che termina a uno o due pollici dalla punta, che si presenta spesso piuttosto acuta. Abbastanza frequenti le iscrizioni in ferro, argento o oro sulla lama, solitamente a carattere religioso, come il comune "IN NOMINE DOMINI", invocazioni alla Vergine e motti cristiani. Il tipo XI era pensato per l'utilizzo a cavallo e prevalentemente di taglio; a fronte di una punta discretamente acuminata, la buona flessibilità della lama, dovuta allo scarso spessore, lo rendeva poco adatto all'affondo.
- Il sottotipo XIa si differenzia dal tipo XI per una lama più corta (74-76 cm) e larga, più adatta alla fanteria.[11]

### Tipo XII

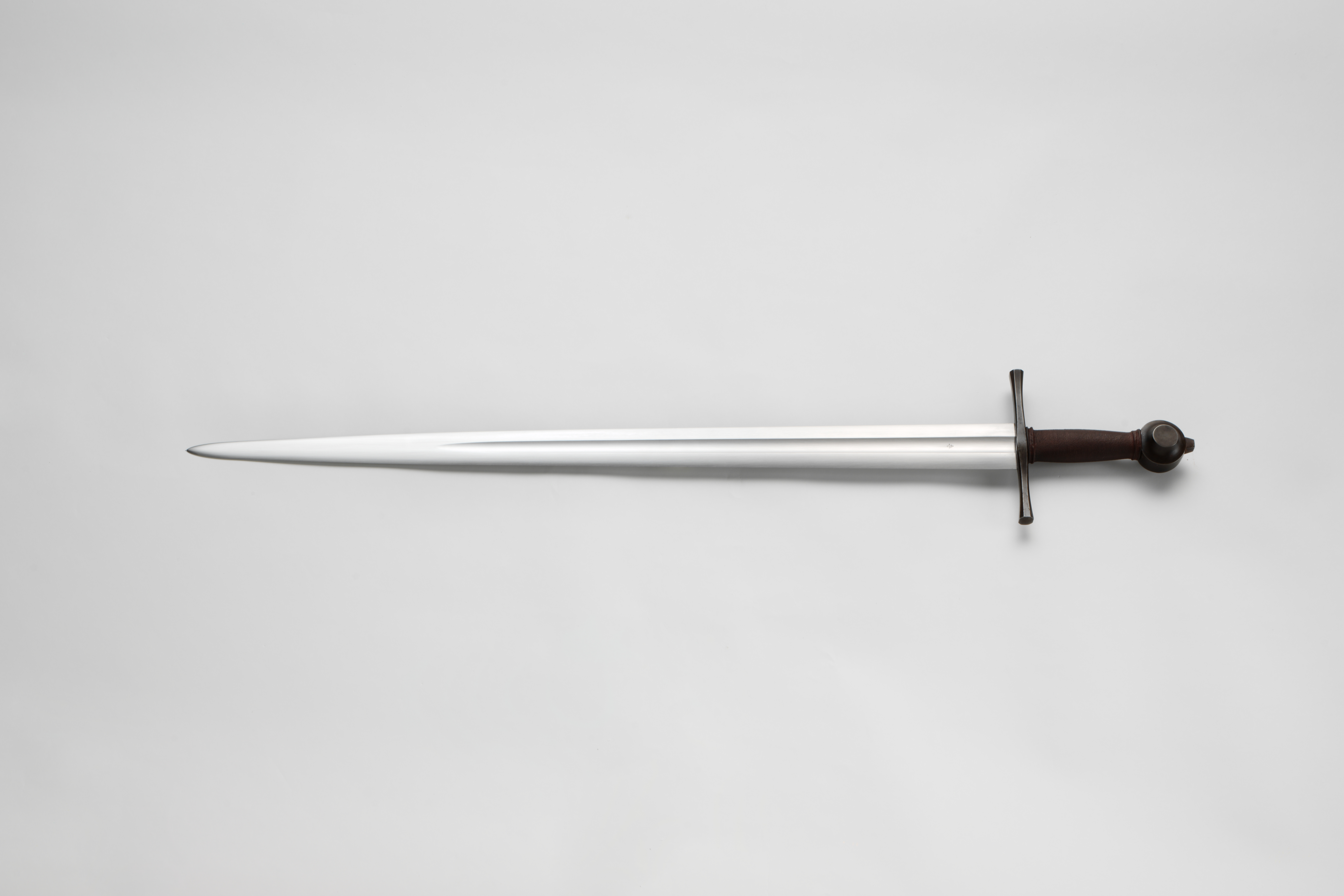
Tipo XII

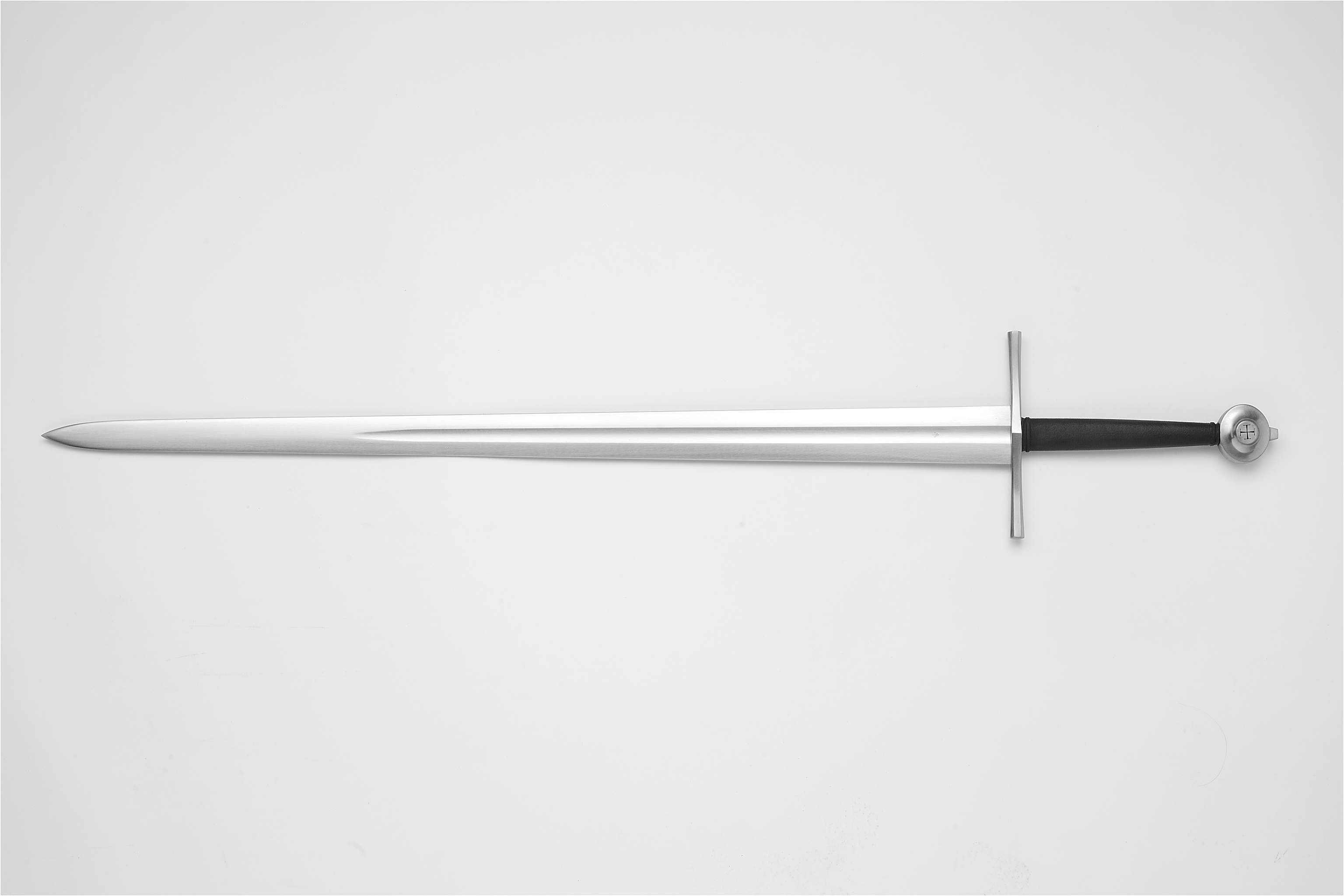
Tipo XIIa

Il tipo XII si diffuse nel XIII e XIV secolo e fu di gran lunga la più comune tra le spade d'armi del Basso Medioevo. È costituito da spade con pomolo di forma variabile ma prevalentemente discoidale o a ruota, un'impugnatura lunga 10-11 cm, una guardia più corta del tipo X, a sezione quadrata o ottagonale, generalmente dritta o curva verso la lama, raramente verso il pomolo. La lama è di lunghezza molto variabile, da 71 a 91 cm (mediamente 80-82 cm), a sezione lenticolare, piuttosto larga, si restringe uniformemente, presenta sguscio piuttosto largo e profondo che arriva ai due terzi della sua lunghezza (talvolta ai tre quarti) e una punta acuminata. Il tipo XII comprende spade destinate ad essere utilizzate prevalentemente di taglio ma per la prima volta discretamente efficaci anche di punta, che si mostra più acuminata rispetto alle tipologie precedenti e il cui controllo in affondo è migliorato da una correzione nella distribuzione del peso della lama determinata dall'accorciamento dello sguscio. Questa evoluzione può essere attribuita alla necessità di ottenere una maggiore efficacia contro le cotte di maglia rivettate dell'epoca.
- Il sottotipo XIIa si diffuse tra il 1275 e il 1325. Si differenzia dal tipo XII essendo costituito da spade bastarde o spade a due mani con pomolo spesso discoidale o ottagonale, un'impugnatura lunga 15-25 cm, lama di 89-110 cm (mediamente 90-92 cm) a sezione lenticolare che si restringe uniformemente, con sguscio che arriva a due terzi della sua lunghezza e punta abbastanza acuminata. Queste spade furono sviluppate per contrastare in modo più efficace la cotta di maglia infatti, sebbene non sempre in grado di fendere gli anelli di metallo, permettevano di portare colpi contundenti in grado di incapacitare l'avversario. È considerato il precursore della spada lunga.[13]

### Tipo XIII

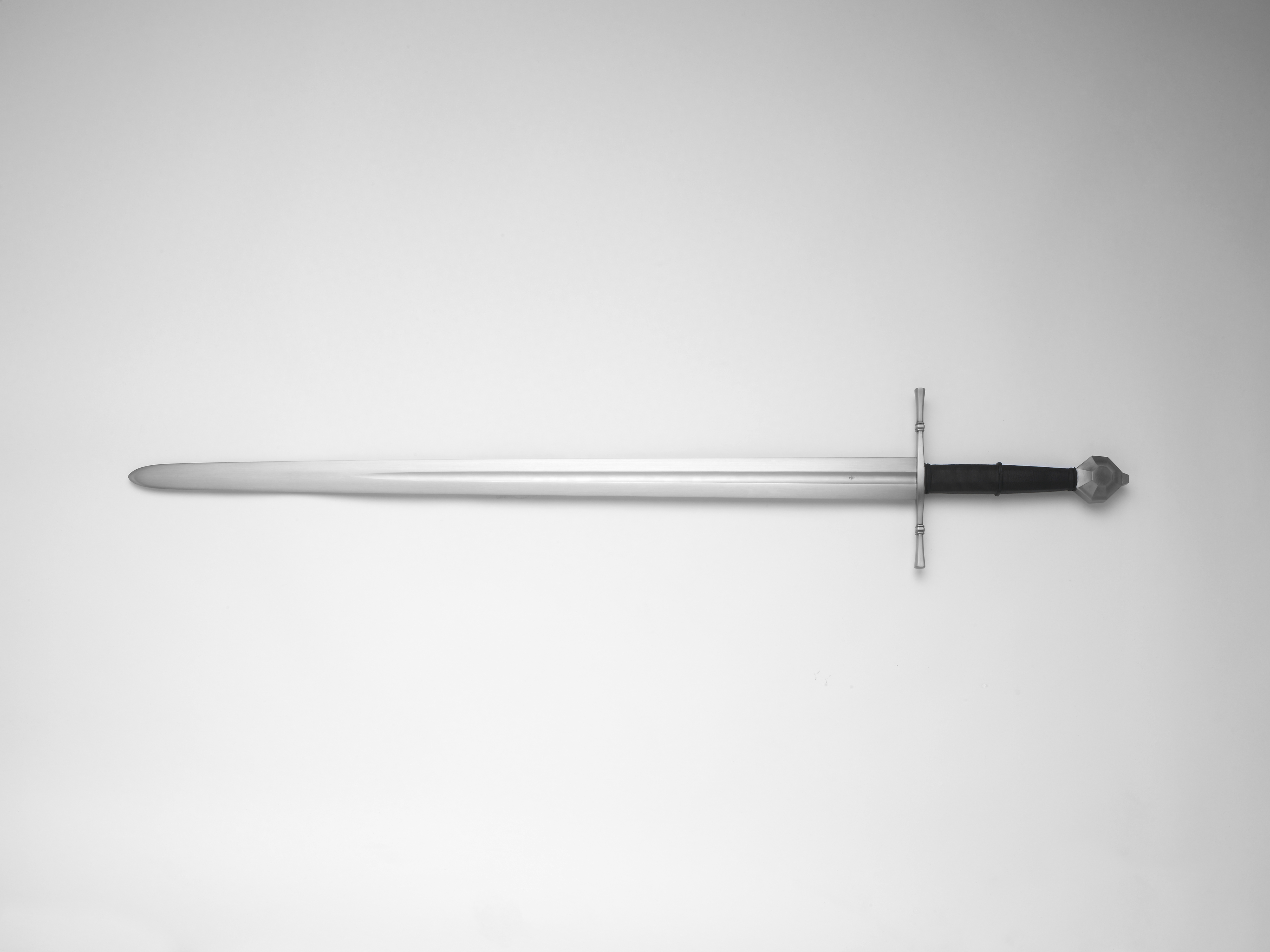
Tipo XIIIa

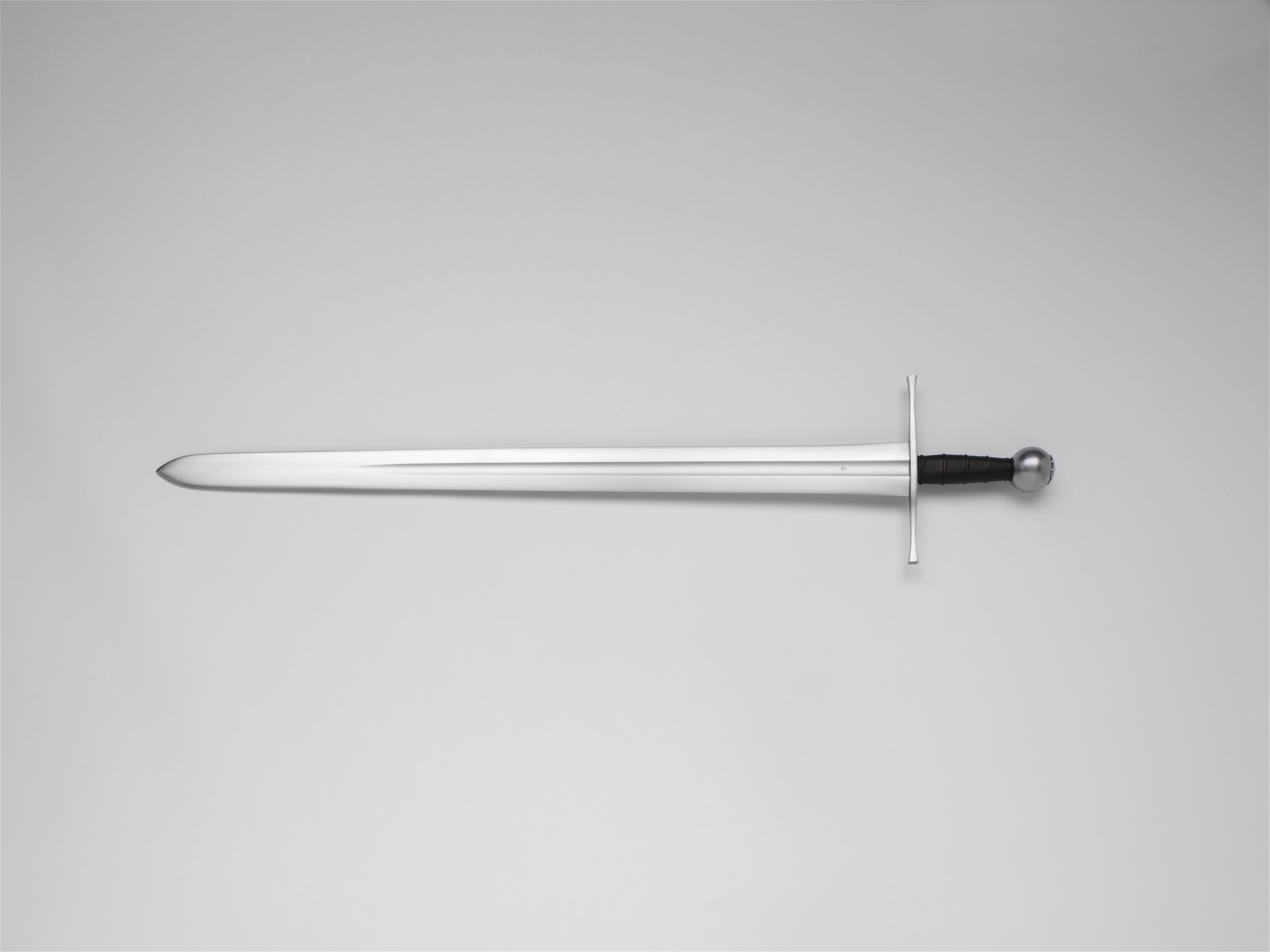
Tipo XIIIb

Questa tipologia di spade si diffuse tra la metà del XIII e l'inizio del XIV secolo, sebbene non ebbe mai grande successo. Presenta un pomolo molto spesso sferico, discoidale o a ruota, un'impugnatura di 12-15 cm, più lunga rispetto al tipo XII, che rendeva la maggior parte degli esemplari utilizzabili sia ad una mano che ad una mano e mezza, una guardia quasi sempre dritta, solitamente lunga e più spessa rispetto ai tipi X, XI e XII. Il codolo con i suoi 8-11 cm è significativamente più lungo rispetto alle tipologie precedenti, la lama è larga e ha una lunghezza di 79-84 cm e mantiene una larghezza costante sino a formare una punta arrotondata o a spatola. Lo sguscio è singolo, doppio o più raramente triplo, largo, piuttosto profondo, percorre metà della lunghezza della lama. Questo gruppo di spade era pensato per l'utilizzo esclusivo di taglio data la lama larga e la punta arrotondata.
- Il sottotipo XIIIa è costituito da spade bastarde e spade a due mani, dalla lunga impugnatura (17-26 cm), lama di 84-102 cm (mediamente 90 cm), larghezza costante, a sezione lenticolare, sguscio singolo o doppio sino a metà della sua lunghezza, punta arrotondata o a spatola. Questa variante fu probabilmente sviluppata alla fine del XIII secolo in Germania, dove si diffuse maggiormente rispetto agli altri paesi. Questo fatto parrebbe supportato dal gran numero di monumenti sepolcrali tedeschi del XIV secolo che le raffigurano e poiché le fonti francesi si riferivano ad esse chiamandole Grans Espées d'Allemagne. Queste spade ad una mano e mezza o due mani, data la maggiore efficacia contro le cotte di maglia, ebbero maggior successo del tipo XIII e continuarono ad essere utilizzate per tutto il XIV secolo e in certi casi perfino nel XV secolo. Gli scozzesi adottarono questa tipologia di spade per sviluppare il claymore (più propriamente claidheamh dha lamh ovvero "spada a due mani") a partire dal XIV secolo.
- Il sottotipo XIIIb è costituito da spade a una mano con caratteristiche sovrapponibili al tipo XIII eccetto un'impugnatura più corta, solitamente di 10 cm, che la rende utilizzabile solo ad una mano, una lama più larga e sguscio più stretto e profondo. Il centro di gravità viene così spostato a circa 12 cm dalla guardia. Il peso di questa spada si aggirava attorno a 1,6 kg. Si tratta di una variante del tipo XIII pensata per la cavalleria.[14]

### Tipo XIV

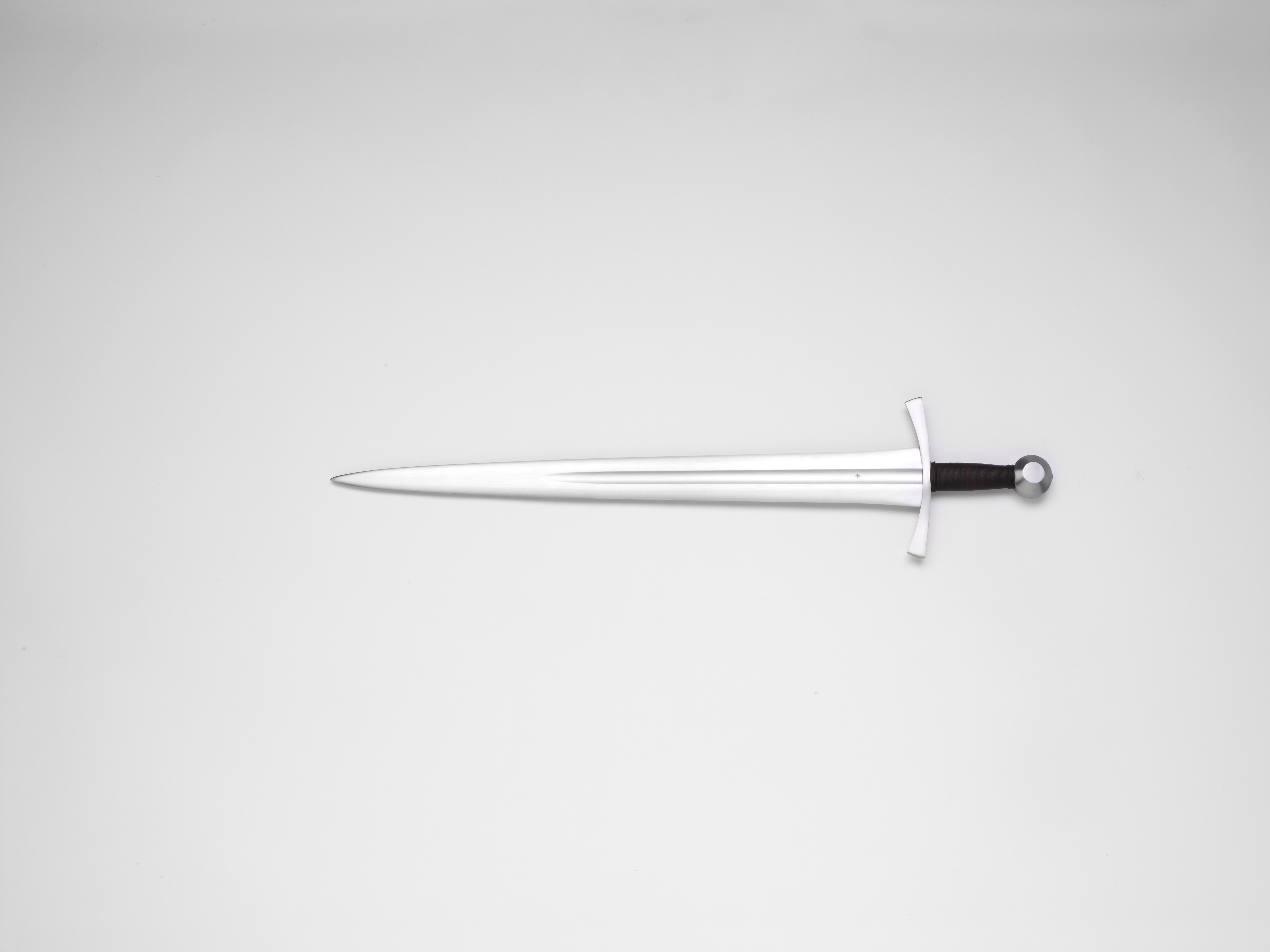
Tipo XIV

Il tipo XIV si diffuse all'incirca tra il 1270 e il 1340. È costituito da spade a una mano dal pomolo quasi esclusivamente a ruota, più raramente discoidale o sferico, impugnatura corta (9-10 cm), guardia piuttosto lunga e lievemente ricurva verso la punta. La lama, a sezione lenticolare, è più corta delle tipologie precedenti avendo una lunghezza di 67-84 cm (mediamente di 75 cm) ma presenta un forte molto largo che si restringe significativamente terminando in una punta da acuminata a molto acuminata. Lo sguscio può essere singolo e largo o multiplo e stretto, raggiunge spesso metà o i tre quarti della lunghezza della lama. Alcune spade possiedono una costola centrale terminale che fa assumere alla punta una sezione a diamante. Si tratta della prima tipologia di spade pensata per l'utilizzo sia di taglio che di punta e per questo ebbe grande popolarità. Nella prima metà del XIV secolo infatti divenne progressivamente più comune l'associazione di un gambesone, una corazza in cuoio bollito (cuir bouilli) o alcune piastre d'acciaio alla cotta di maglia, inoltre comparvero le prime brigantine. La maggior protezione fornita da queste armature rese obsolete la maggior parte delle spade delle tipologie precedenti, pensate per colpire quasi esclusivamente di taglio ed avviò la transizione verso armi destinate a sfruttare sempre di più i colpi di punta.

### Tipo XV

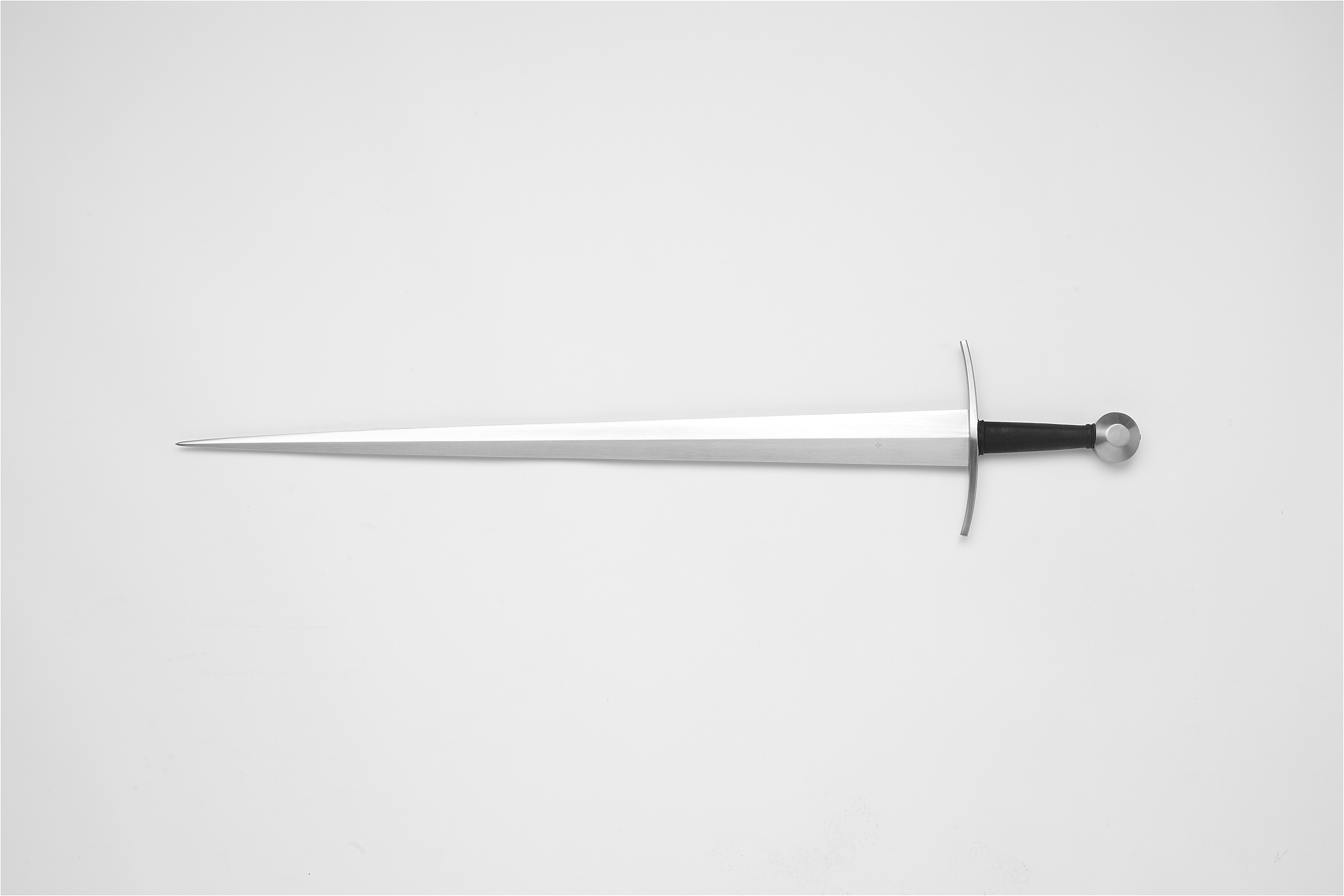
Tipo XV

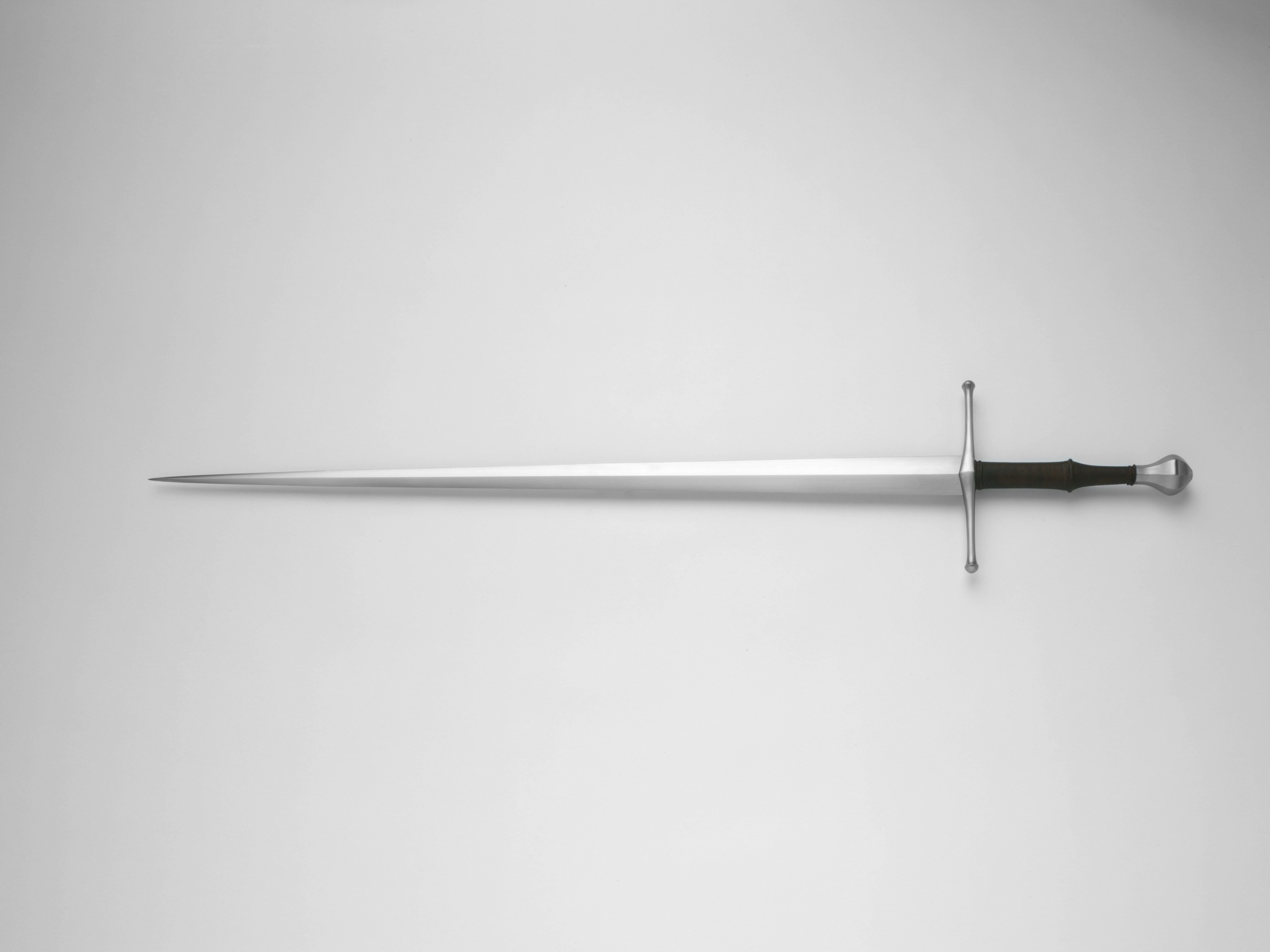
Tipo XVa

Questa tipologia di spade si diffuse tra la fine del XIII e l'inizio del XVI secolo ma fu particolarmente utilizzata nel XIV e XV secolo. Presenta un pomolo molto spesso a ruota, meno frequentemente discoidale o sferico, un'impugnatura di 10-11 cm di lunghezza, guardia sottile da lunga a molto lunga, dritta o meno frequentemente ricurva verso la punta. La lama ha una lunghezza di 69-91 cm (mediamente 77-79 cm), presenta un forte largo 5,5-6 cm che si restringe significativamente terminando in una punta rigida e molto acuminata. La sezione si presenta per la prima volta a diamante appiattito o hollow-ground, in grado di conferire alla lama la rigidità necessaria per portare efficaci colpi di punta. Il baricentro arretrato a soli 8-9 cm dalla guardia permette un miglior controllo della punta. Presenta spesso una singola costola centrale che raggiunge la punta e raramente un singolo sguscio che arriva ad un quarto o un terzo della lama. Si tratta della prima tipologia di spade medievali ad una mano pensata per essere utilizzata di punta contro le aperture coperte da maglia di ferro dell'armatura a piastre che si sviluppò nello stesso periodo ed era pressoché invulnerabile alle armi da taglio. 
- Il sottotipo XVa si sviluppò a partire dalla metà del XV secolo. È costituito da spade a una mano e mezza o due mani dal pomolo spesso a ruota, impugnatura lunga 18-25 cm, guardia dritta e lunga o di media lunghezza. La lama è a sezione hollow-ground, lunga 79-94 cm (mediamente 84-85 cm), più stretta rispetto al tipo XV, si restringe significativamente terminando in una punta molto acuminata e rinforzata, presenta sempre una costola centrale che ne percorre l'intera lunghezza. La sezione è di forma sovrapponibile al tipo XV. Il sottotipo XVa costituisce la tipologia più comune di spada lunga.[16]

### Tipo XVI

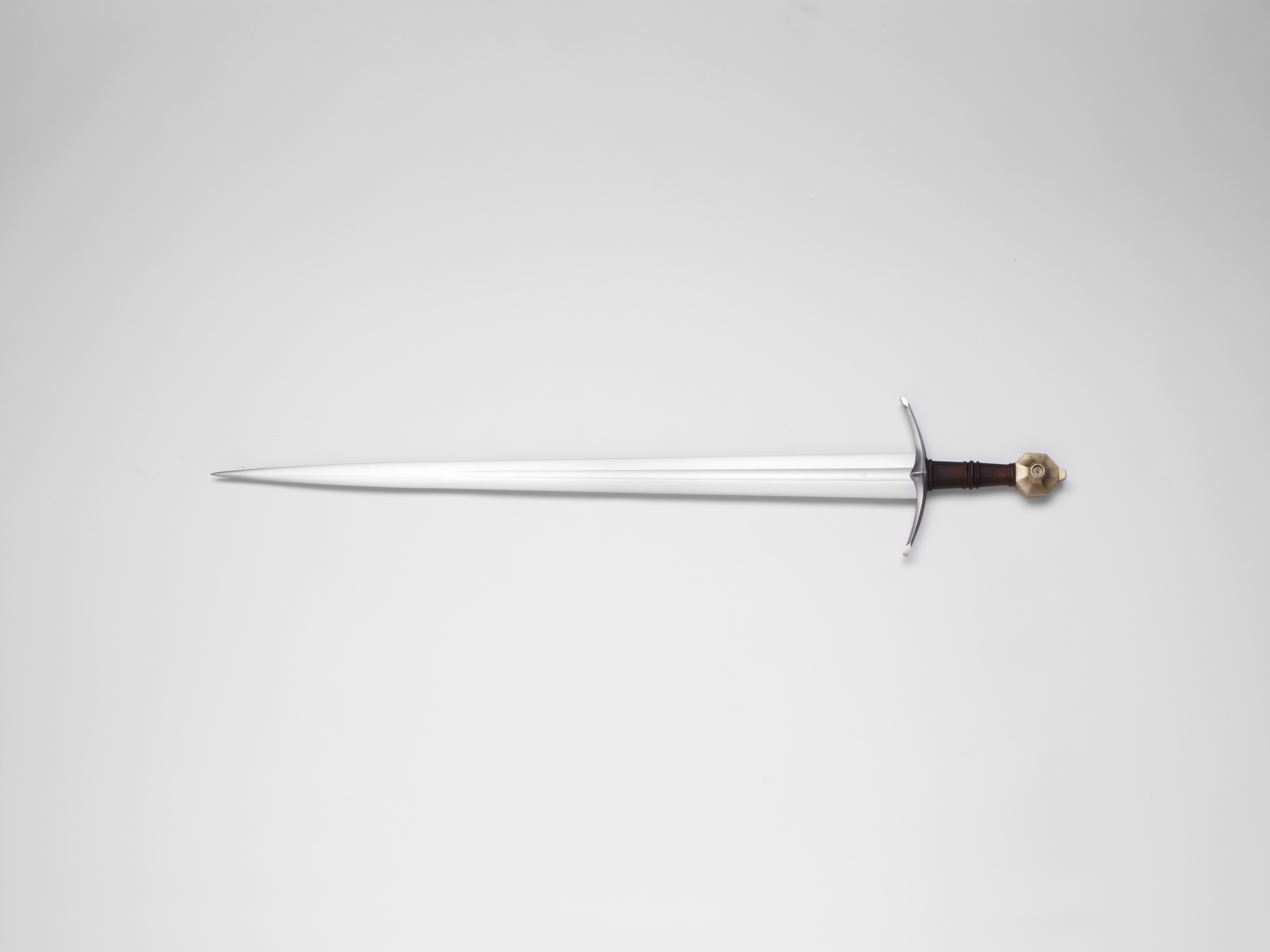
Tipo XVI

Il tipo XVI si diffuse nella prima metà del XIV secolo. È costituito da spade dal pomolo a ruota, meno comunemente sferico o ottagonale, impugnatura corta di 10-11 cm di lunghezza, guardia da corta a lunga, dritta o ricurva verso la punta. La lama ha sezione a diamante appiattito, una lunghezza di 69-81 cm (mediamente 75-76 cm) ed è moderatamente larga ma si restringe significativamente oltre lo sguscio sino a terminare in una punta rigida e molto acuminata. Lo sguscio è singolo, largo, profondo e raggiunge la metà o i due terzi della lama, oltre una prominente costola centrale si spinge sino alla punta in quasi tutti i casi. Questo tipo di spade risulta quindi avere il forte e il medio della lama simili a quello dei tipi X-XIII e il debole a quello del tipo XV, pertanto si configura come un'arma versatile in grado di colpire efficacemente sia di taglio che di punta, adatta ad affrontare avversari protetti da cotta di maglia rivettata o armatura a piastre.
- Il sottotipo XVIa è costituito da spade a una mano e mezza che presentano un pomolo sferico o a ruota di grandi dimensioni, un'impugnatura lunga 15-23 cm, una guardia corta, dritta o ricurva verso la punta. La lama ha sezione a diamante o esagonale appiattita, una lunghezza di 79-91 cm (mediamente 82-84 cm), è più stretta rispetto al tipo XVI e si restringe gradualmente terminando in una punta molto acuminata. Lo sguscio è singolo o multiplo, raggiunge da un terzo a due terzi della lama, segue una prominente costola centrale sino alla punta.

### Tipo XVII

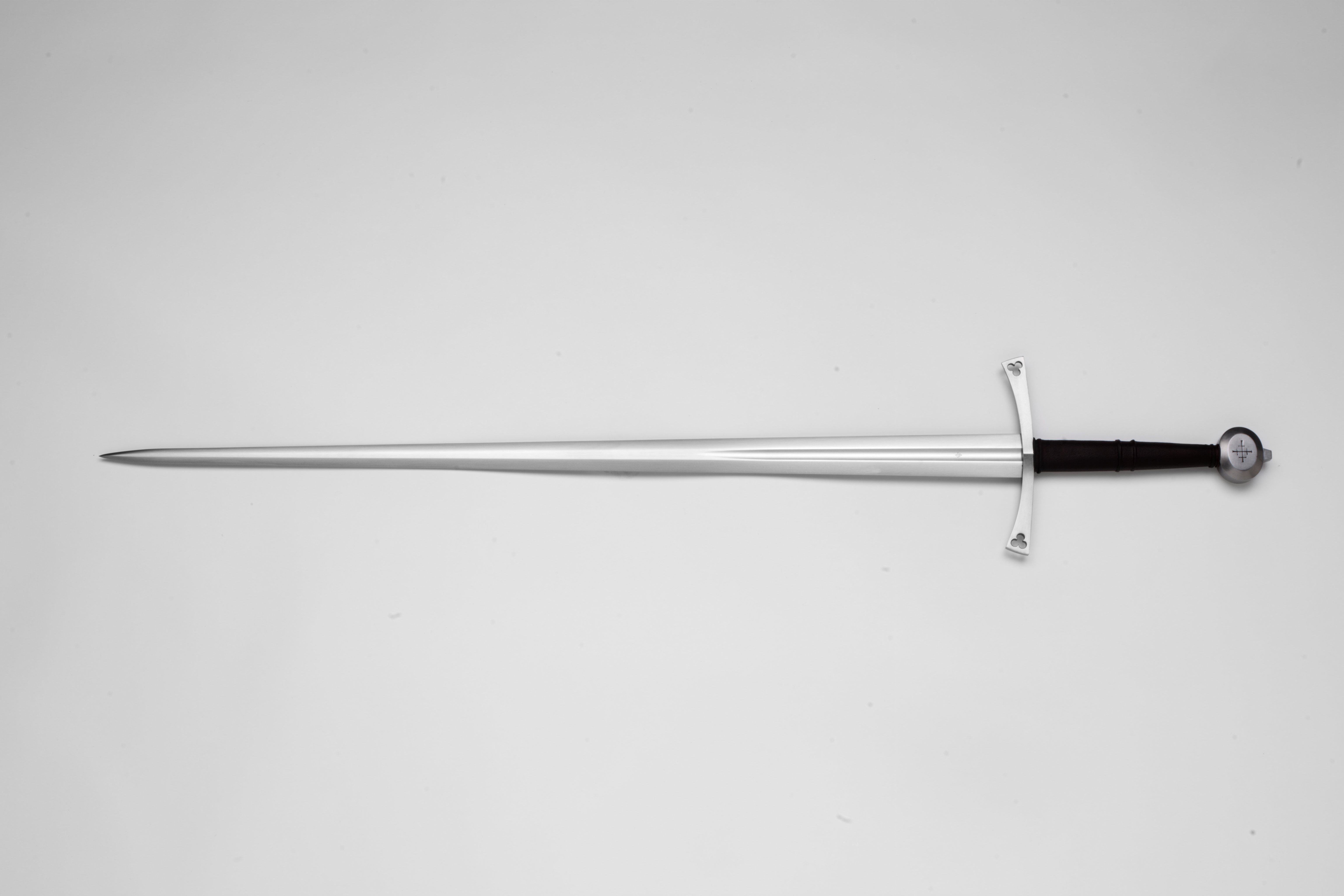
Tipo XVII

Questa tipologia di spade a una mano e mezza o due mani si diffuse all'incirca tra il 1360 e il 1420. Presenta un pomolo discoidale, a "tappo di profumo" o a pera, di grandi dimensioni, impugnatura lunga 18-23 cm, guardia sottile, dritta o lievemente rivolta verso la punta. La lama, a sezione esagonale, ha una lunghezza di 76-97 cm (mediamente 91-92 cm), è stretta, molto rigida, si restringe uniformemente sino ad una punta rigida e molto acuminata. Lo sguscio, quando presente, è singolo, poco profondo e raggiunge il primo quarto della lama. Malgrado la lunghezza significativa, la maggior parte di queste spade avevano un peso di 1,3-1,4 kg sebbene alcuni esemplari potessero arrivare a 2,5 kg. Questa tipologia di spade veniva utilizzata prevalentemente di punta ed è pensata, come i tipi XV e XVI, per colpire avversari protetti da armature di transizione costituite da cotta di maglia rinforzata con piastre o dalle prime armature a piastre complete, già diffuse sui campi di battaglia all'inizio del XV secolo. A differenza delle tipologie precedenti, tuttavia, la sezione esagonale della lama le conferisce maggiore rigidità. Questa innovazione, insieme alla presenza di una punta particolarmente acuminata e alla possibilità di utilizzarla ad una mano e mezza o a due mani, la rende in grado di portare affondi più efficaci oltre a conferirle maggiore robustezza a scapito di un maggiore peso.

### Tipo XVIII

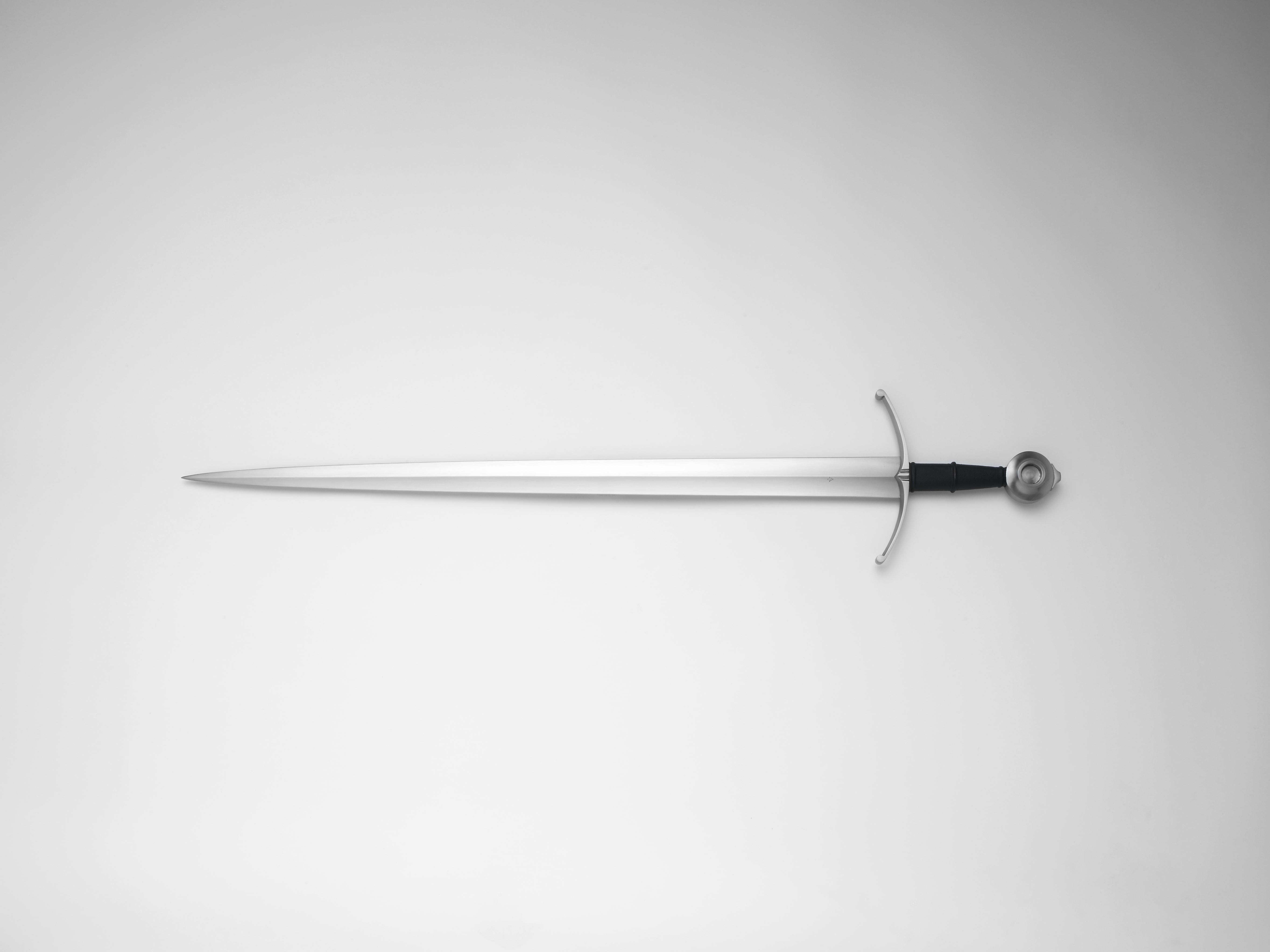
Tipo XVIII

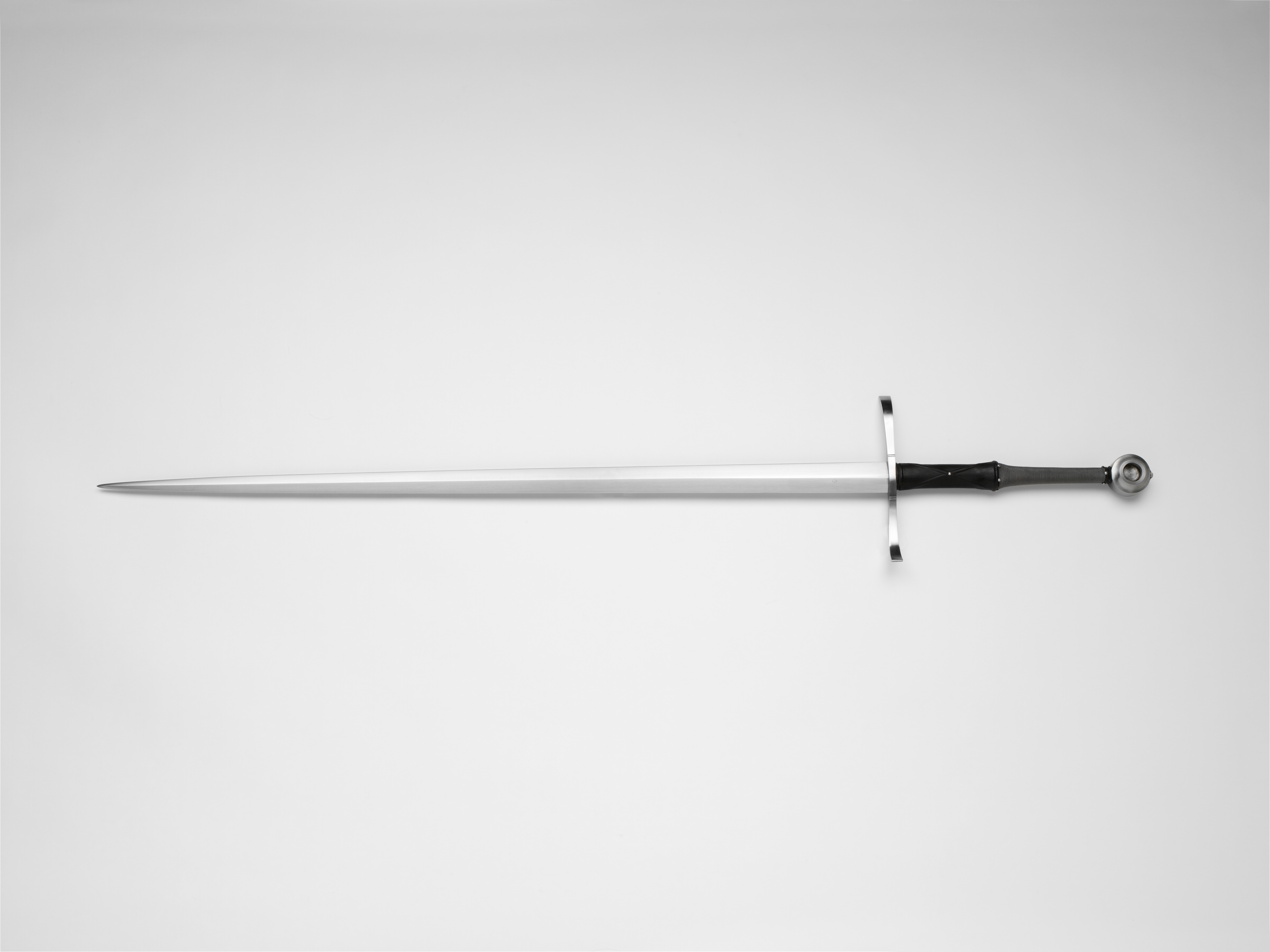
Tipo XVIIIb

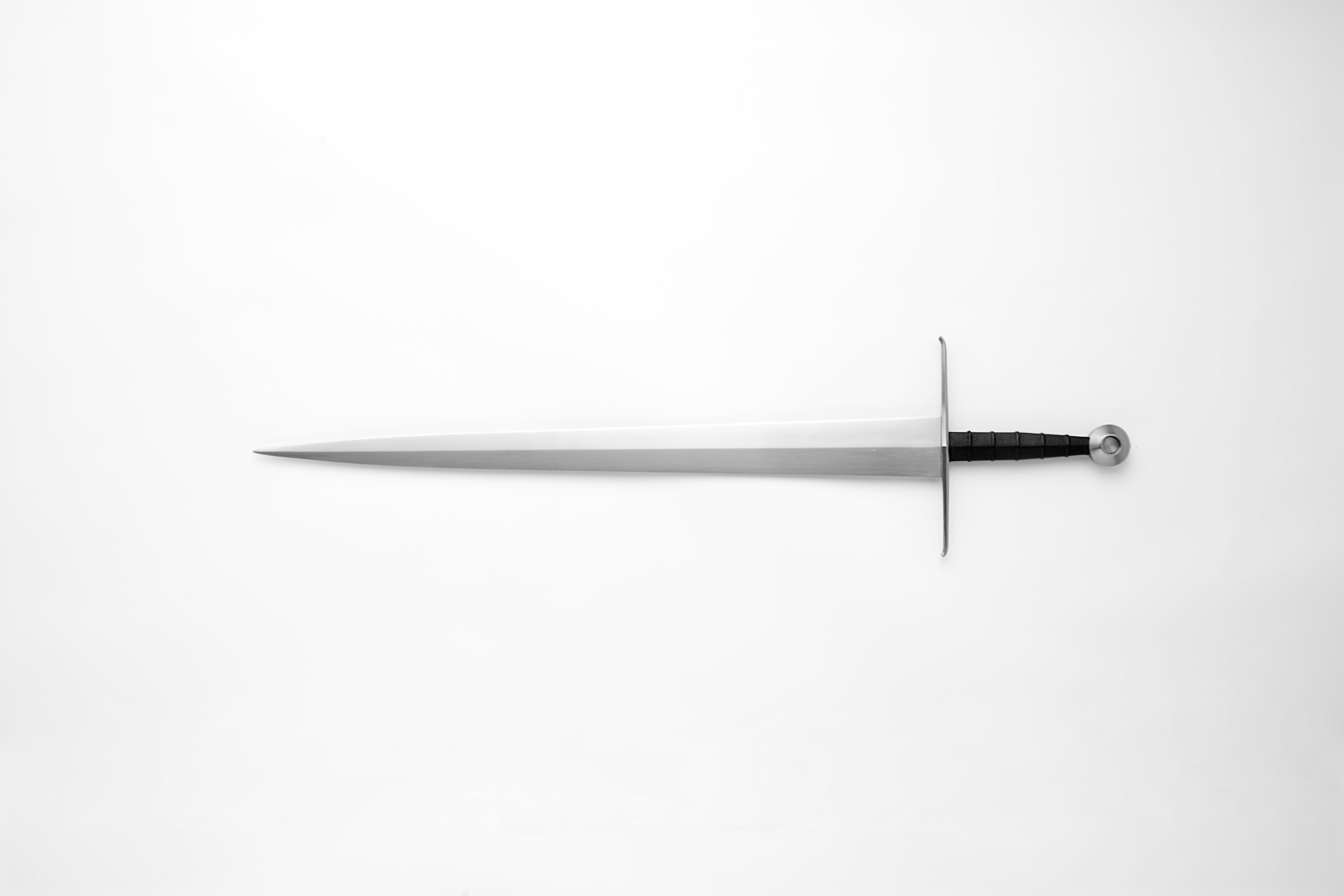
Tipo XVIIIc

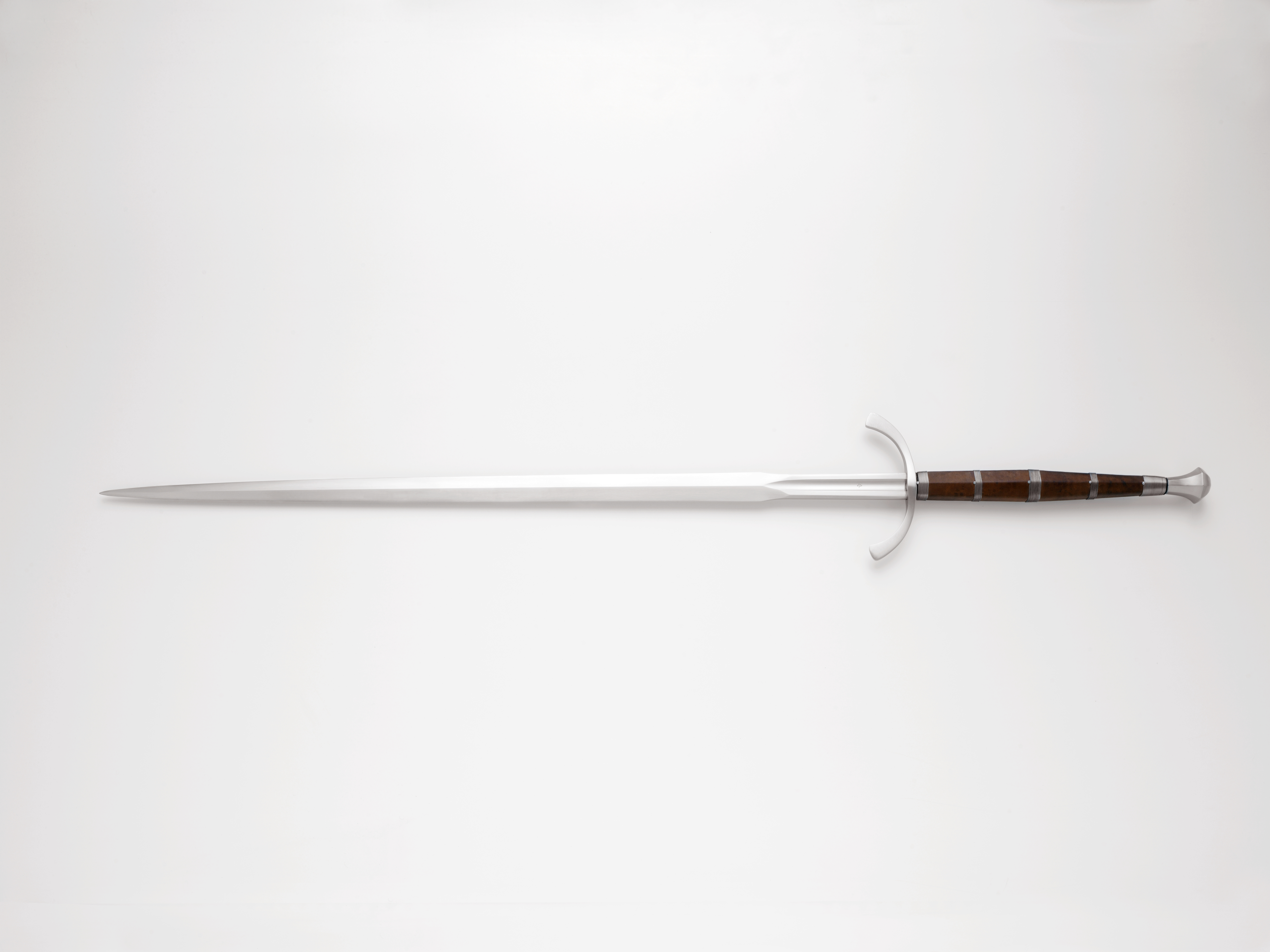
Tipo XVIIIe

Il tipo XVIII, insieme ai suoi sottotipi, si diffuse tra la metà del XIV e l'inizio del XVI secolo e fu la tipologia di spada più utilizzata tra l'inizio del XV e l'inizio del XVI secolo. È costituito da spade dal pomolo a ruota o a tappo di profumo di grandi dimensioni, impugnatura di 10-11 cm, guardia solitamente sottile e alquanto ricurva verso la punta, meno comunemente più spessa e dritta. La lama ha una sezione a diamante appiattito, meno comunemente hollow-ground, una lunghezza di 69-92 cm (mediamente 80-82 cm), con un forte molto largo (5-6,35 cm) poi si restringe gradualmente fino ad una punta molto acuminata; il doppio filo è leggermente convesso. Lo sguscio è assente ma è sempre presente una prominente costola centrale che raggiunge la punta.

- Il sottotipo XVIIIa differisce dal tipo XVIII per un'impugnatura di 13-15 cm, che permette di utilizzare queste spade anche ad una mano e mezza, lama più stretta (non oltre i 5 cm), lunga 79-108 cm (mediamente 90-92 cm) che si restringe uniformemente sino ad una punta molto acuminata. La sezione è a diamante appiattito, meno comunemente hollow-ground, lo sguscio può essere presente ma non supera un quarto della lunghezza della lama; è sempre presente una prominente costola centrale che raggiunge la punta.
- Il sottotipo XVIIIb si diffuse tra la metà del XV e l'inizio del XVI secolo. È caratterizzato da spade utilizzabili a una mano e mezza o a due mani, con una lunga impugnatura di 25-28 cm, guardia generalmente dritta e moderatamente spessa. La lama è lievemente più stretta rispetto alle XVIIIa, ha una lunghezza di 91-108 cm (mediamente 98-100 cm), si restringe gradualmente fino ad una punta estremamente acuminata e rinforzata. La sezione è a diamante appiattito, meno comunemente hollow-ground, lo sguscio è sempre assente, è presente una costola centrale che percorre l'intera lunghezza della lama sino alla punta.
- Il sottotipo XVIIIc è coevo del precedente e comprende spade ad una mano e mezza. È caratterizzato da un'impugnatura lunga 15-18 cm, guardia di media lunghezza, spessa, dritta o rivolta sia verso il pomolo che la punta. La lama è larga quanto il tipo XVIII ma ha una lunghezza di 86-91 cm (mediamente 88-89 cm), si restringe leggermente nella prima metà e significativamente nella seconda terminando con una punta acuminata. La sezione è a diamante appiattito, meno comunemente hollow-ground, lo sguscio può essere presente ma non supera un quarto della lunghezza della lama, è presente una prominente costola centrale che percorre l'intera lunghezza della lama sino alla punta.
- Il sottotipo XVIIId si diffuse tra la metà del XV e l'inizio del XVI secolo. È caratterizzato da spade ad una mano o una mano e mezza, con un'impugnatura lunga 25-28 cm, guardia di media lunghezza, spessa, dritta o rivolta sia verso il pomolo che la punta. La lama ha una lunghezza sovrapponibile al sottotipo XVIIIb ma è più stretta, si restringe uniformemente sino ad una punta molto acuminata e rinforzata. La sezione è a diamante appiattito, meno comunemente hollow-ground, lo sguscio è sempre assente, è presente una costola centrale che percorre l'intera lunghezza della lama sino alla punta.

- Il sottotipo XVIIIe si diffuse tra la metà del XV e l'inizio del XVI secolo. È caratterizzato da spade a due mani, con pomolo di medie dimensioni a pera, un'impugnatura lunga all'incirca 30 cm, guardia generalmente rivolta verso la punta. La lama ha una lunghezza sovrapponibile a quella del sottotipo XVIIIb e una larghezza simile al tipo XVIIId ma presenta un ricasso che ne occupa un quarto, provvisto di uno sguscio stretto e poco profondo che ne occupa l'intera lunghezza e all'estremità superiore può presentare due denti d'arresto (de. Parierhaken). La lama si restringe uniformemente sino ad una punta molto acuminata e rinforzata, la sezione è a diamante appiattito, meno comunemente hollow-ground, è presente una costola centrale che percorre l'intera lunghezza della lama (tolto il ricasso) sino alla punta. Queste spade a due mani, grazie al ricasso e ai denti d'arresto, sono pensate per sfruttare la tecnica della "mezza spada" (de. Halbschwert; en. "Half-swording"), particolarmente utile per imprimere più forza e direzionare meglio i colpi di punta contro avversari protetti da armatura a piastre.[19]

### Tipo XIX

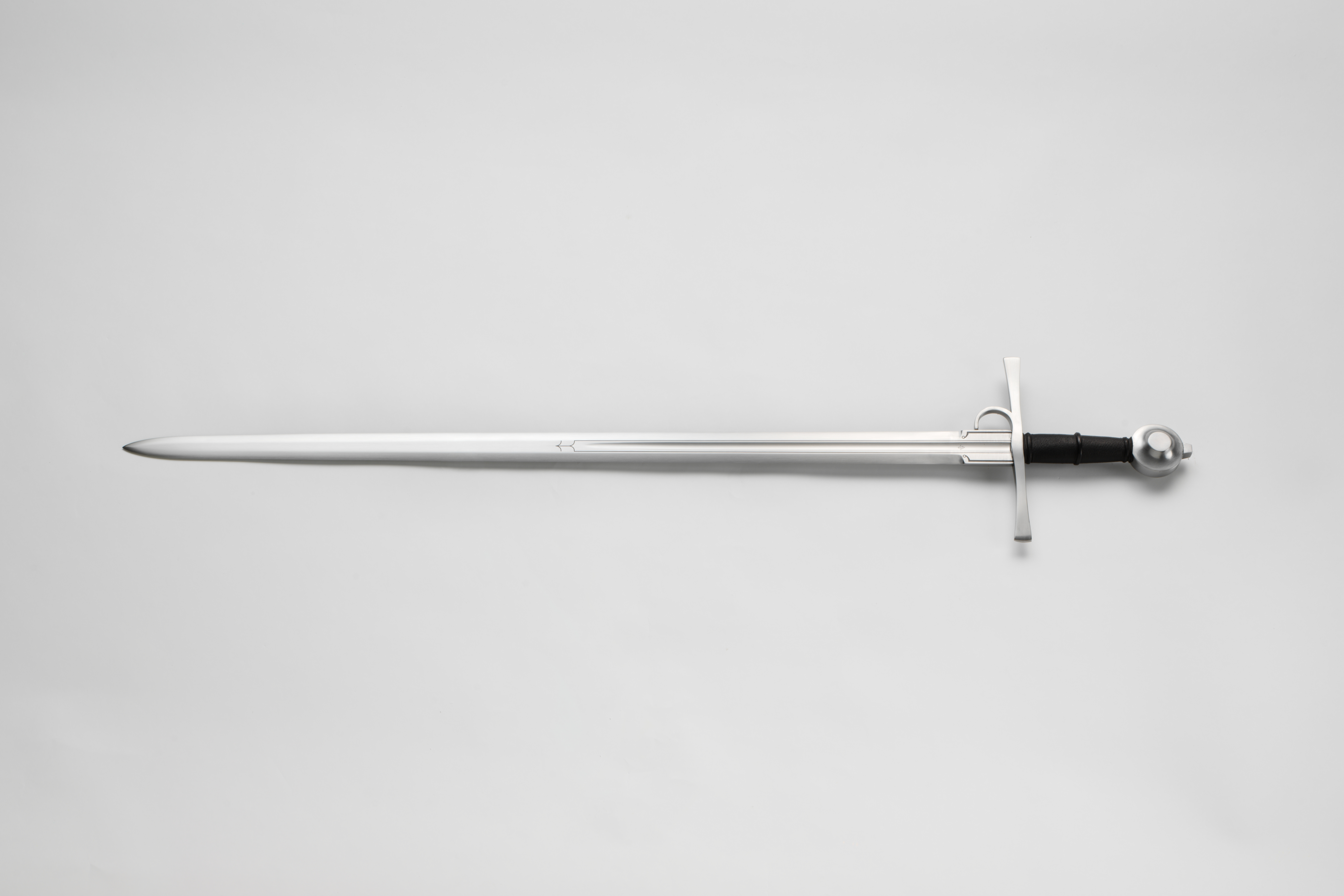
Tipo XIX

Questa tipologia di spade a una mano o una mano e mezza si diffuse dalla metà alla fine del XV secolo. Presenta un pomolo di medie dimensioni a ruota, discoidale o a pera, un'impugnatura lunga 12-15 cm, una guardia di forma eterogenea, da sottile a spessa, dritta o ricurva verso la punta; negli esemplari risalenti alla fine del XV secolo sono spesso presenti una o due guardie addizionale volte a proteggere le nocche dello spadaccino. La lama è lunga 66-91 cm (mediamente 86-87 cm), moderatamente larga, mantiene la stessa larghezza sino ad una punta a forma di vanga e acuminata; presenta una sezione esagonale con margini smussati, un corto e robusto ricasso ben delimitato da decorazioni, sguscio sempre presente, piuttosto stretto e profondo, lungo da un terzo a due terzi della lama, con prominente costola centrale terminale. Questo tipo di spade può essere utilizzato efficacemente sia di taglio che di punta e offre una maggiore protezione della mano rispetto alle tipologie precedenti.

### Tipo XX

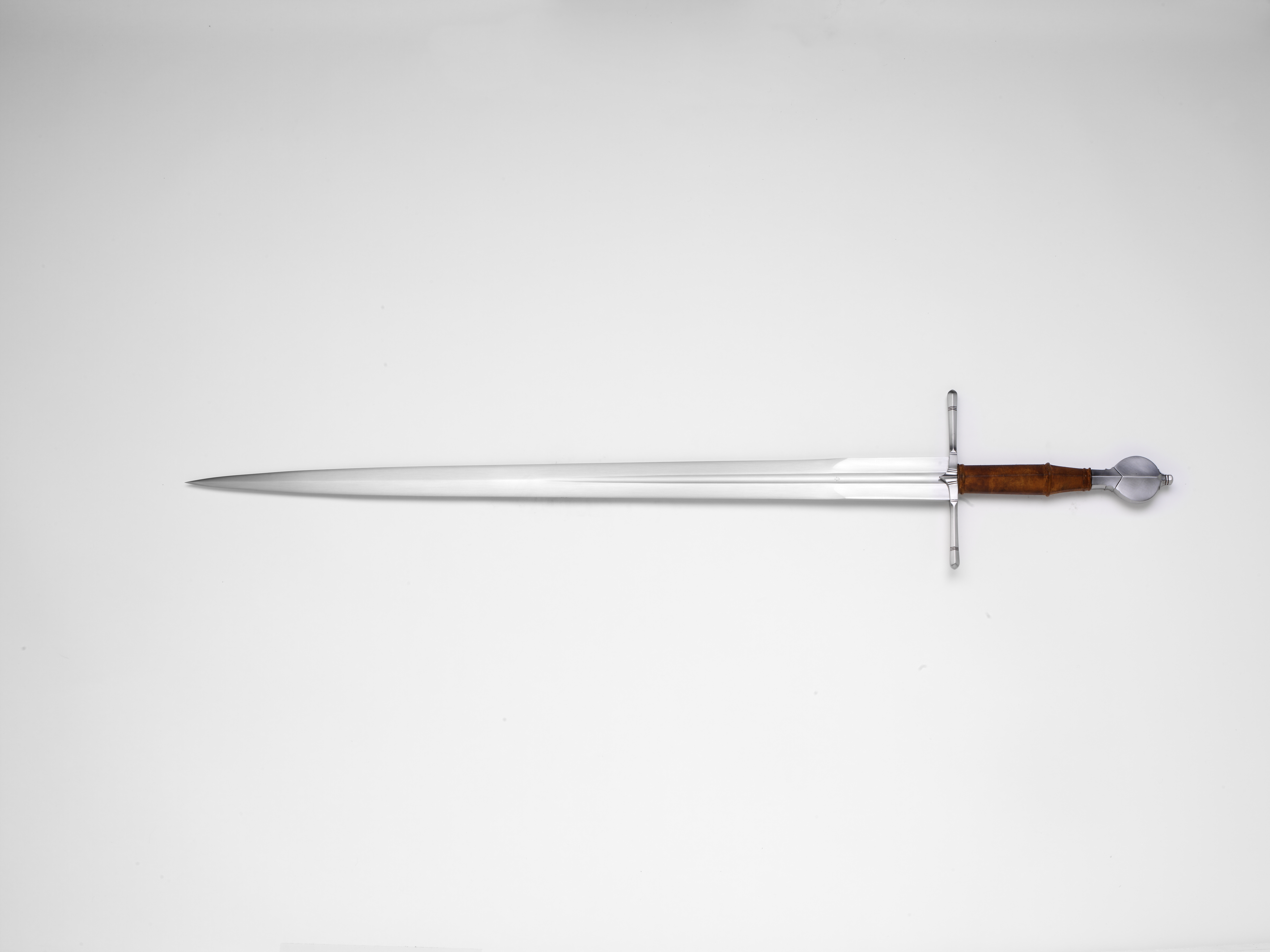
Tipo XXa

Il tipo XX si diffuse nel XIV e XV secolo. È costituito da spade ad una mano e mezza utilizzabili anche a due mani con pomolo a "tappo di profumo" o a pera, un'impugnatura lunga 23-25 cm, guardia sottile, dritta o ricurva verso la punta. La lama ha una lunghezza di 89-127 cm (mediamente 96-97 cm), è larga e mantiene una larghezza quasi costante per poi restringersi gradualmente sino ad una punta poco acuminata. La sezione è lenticolare o ottagonale. Sono presenti tre sgusci poco profondi di uguale larghezza di cui quello centrale raggiunge metà della lunghezza della lama e i due laterali un quarto; talvolta è presente un ricasso.
- Il sottotipo XXa presenta un'elsa e una lama con dimensioni sovrapponibili ma caratteristiche diverse dal tipo XX. La lama infatti presenta una sezione esagonale e un restringimento molto più accentuato che termina con una punta molto acuminata.[21]

### Tipo XXI

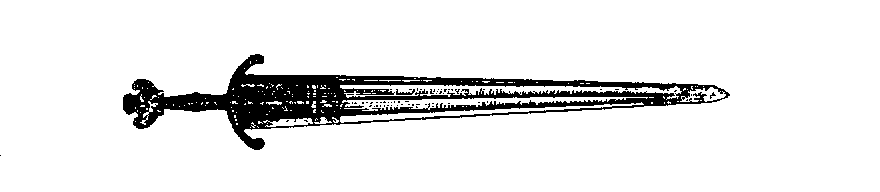
Tipo XXI

Questa tipologia di spade a una mano nacque probabilmente nella Repubblica di Venezia, dove prese il nome di cinquedea ("cinque dita"), e si diffuse dalla fine del XV al XVI secolo, in particolare in Italia. Il pomolo, di dimensioni medie o grandi, si presenta in una grande varietà di forme, l'impugnatura ha una lunghezza di 10-12 cm (esistono però versioni con impugnatura più lunga, utilizzabili anche a due mani), la guardia è sottile o spessa e sempre ricurva verso la punta. La lama è molto larga, sebbene pochi esemplari raggiungano effettivamente le cinque dita di larghezza, ha una lunghezza di 76-85 cm (mediamente 80 cm), si restringe gradualmente sino ad una punta acuminata. La sezione è esagonale piatta o a diamante con i margini smussati, presenta due sgusci larghi e poco profondi che spesso percorrono l'intera lunghezza della lama e possono essere separati da una costola centrale che raggiunge la punta.

### Tipo XXII

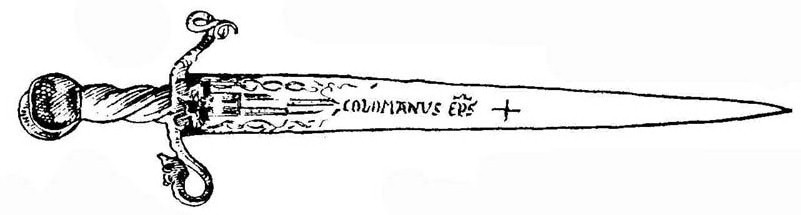
Tipo XXII

Altra tipologia di spade diffusesi dalla fine del XV al XVI secolo in particolare in Italia. Presenta caratteristiche perlopiù sovrapponibili al tipo XXI ma la lama è piatta, ha sempre sezione esagonale, presenta due sgusci stretti e profondi che raggiungono circa un quarto della sua lunghezza ed è priva di costola centrale.